# Python (geslacht)
Python is een geslacht van slangen uit de familie pythons (Pythonidae).

## Naam en indeling
De wetenschappelijke naam van de groep werd voor het eerst voorgesteld door François Marie Daudin in 1803. Er zijn tien verschillende soorten, inclusief de pas in 2011 beschreven soort Python kyaiktiyo.

### Soorten
Het geslacht omvat de volgende soorten, met de auteur en het verspreidingsgebied.
| Naam                                     | Auteur                    | Verspreidingsgebied |
| ---------------------------------------- | ------------------------- | --- |
| Angolese python (Python anchietae)       | Bocage, 1887              | Angola, Namibië |
| Donkere tijgerpython (Python bivittatus) | Kuhl, 1820                | Nepal, India, Bhutan, Bangladesh, Myanmar, Thailand, Laos, Cambodja, Vietnam, China, Indonesië |
| Python breitensteini                     | Steindachner, 1881        | Indonesië, Maleisië, Singapore |
| Python brongersmai                       | Stull, 1938               | Indonesië, Thailand, Vietnam, Maleisië |
| Python curtus                            | Schlegel, 1872            | Indonesië, Thailand, Maleisië, Singapore, Vietnam |
| Python kyaiktiyo                         | Zug, Gotte & Jacobs, 2011 | Myanmar |
| Tijgerpython (Python molurus)            | Linnaeus, 1758            | Pakistan, India, Nepal, Bhutan, Myanmar, Vietnam, Sri Lanka, geïntroduceerd in de Amerikaanse staat Florida |
| Python natalensis                        | Smith, 1840               | Botswana, Angola, Congo-Kinshasa, Zambia, Burundi, Tanzania, Kenia, Namibië, Zuid-Afrika, Mozambique, Zimbabwe |
| Koningspython (Python regius)            | Shaw, 1802                | Senegal, Gambia, Guinee-Bissau, Guinee, Sierra Leone, Ivoorkust, Ghana, Togo, Benin, Niger, Burkina Faso, Nigeria, Kameroen, Centraal-Afrikaanse Republiek, Congo-Kinshasa, Mali, Oeganda, Soedan |
| Rotspython (Python sebae)                | Gmelin, 1789              | Senegal, Gambia, Mauritanië, Guinee-Bissau, Guinee, Sierra Leone, Liberia, Ivoorkust, Ghana, Togo, Benin, Burkina Faso, Nigeria, Kameroen, Centraal-Afrikaanse Republiek, Mali, Niger, Tsjaad, Soedan, Ethiopië, Eritrea, Oeganda, Kenia, Congo-Kinshasa, Congo-Brazzaville, Gabon, Rwanda, Burundi, Tanzania, Angola, Somalië |

## Verspreiding en habitat

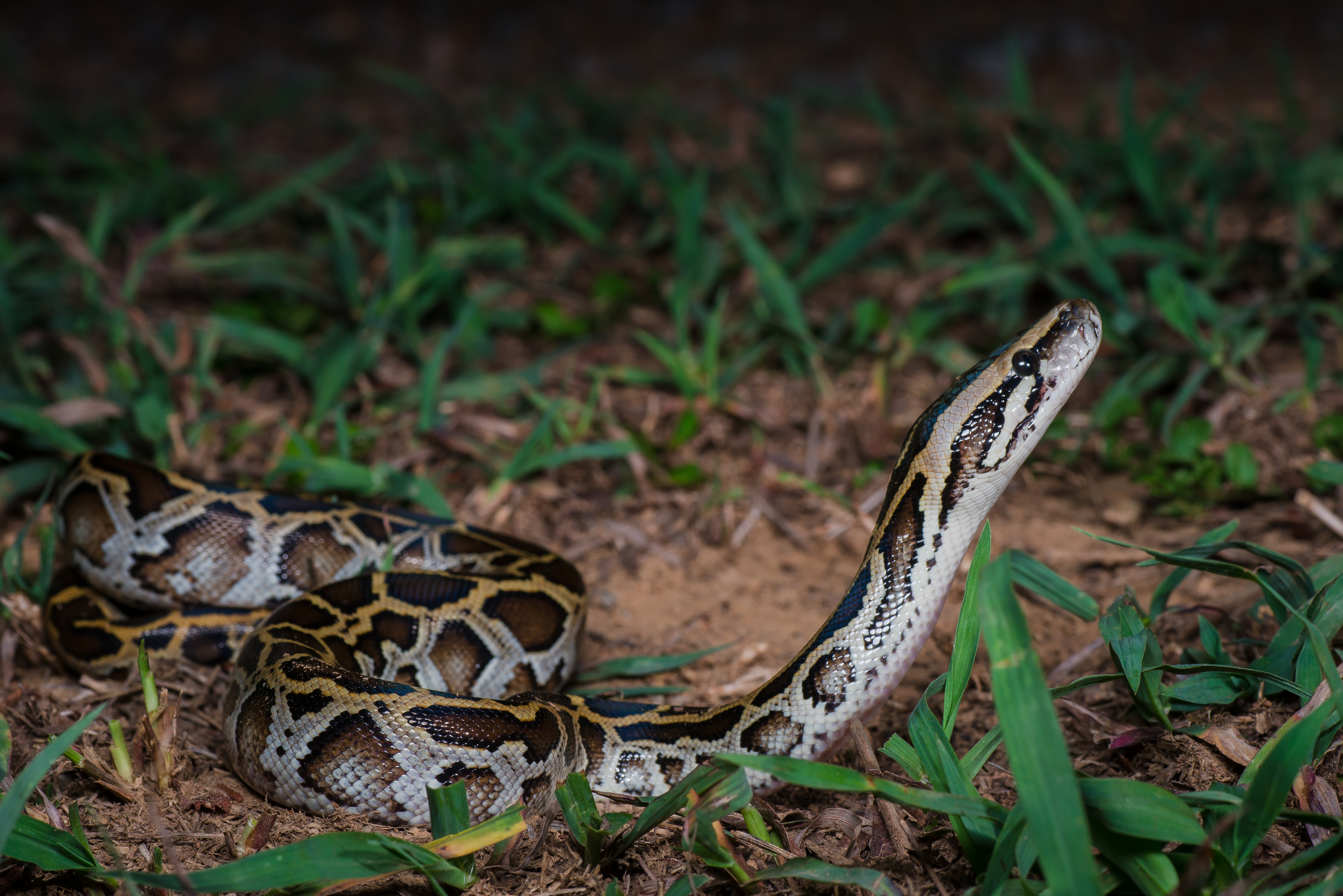
Juveniele donkere tijgerpython (Python bivittatus), Nationaal park Kaeng Krachan, Thailand.

Alle soorten komen voor in delen van Afrika en Azië. Binnen Afrika komen de pythons voor in de landen Angola, Benin, Botswana, Burkina Faso, Burundi, Centraal-Afrikaanse Republiek, Congo-Brazzaville, Congo-Kinshasa, Eritrea, Ethiopië, Gabon, Gambia, Ghana, Guinee, Guinee-Bissau, Ivoorkust, Kameroen, Kenia, Liberia, Mali, Mauritanië, Mozambique, Niger, Nigeria, Oeganda, Rwanda, Senegal, Sierra Leone, Soedan, Somalië, Tanzania, Togo, Tsjaad, Zambia, Zimbabwe en Zuid-Afrika. In Azië zijn de soorten te vinden in de landen Bangladesh, Bhutan, Cambodja, China, India, Indonesië, Laos, Maleisië, Myanmar, Nepal, Pakistan, Singapore, Sri Lanka, Thailand, Vietnam. De tijgerpython(Python molurus) is daarnaast geïntroduceerd in de Amerikaanse staat Florida.
De habitat bestaat uit vochtige tropische en subtropische laaglandbossenbossen en tropische en subtropische graslanden. Veel soorten worden daarnaast aangetroffen in plantages die door de mens zijn aangelegd.

## Beschermingsstatus
Door de internationale natuurbeschermingsorganisatie IUCN is aan acht soorten een beschermingsstatus toegewezen. Zes soorten worden beschouwd als 'veilig' (Least Concern of LC) en twee soorten als 'kwetsbaar' (Vulnerable of VU).